# Bodo von Hodenberg (Politiker)
Carl Iwan Bodo Freiherr von Hodenberg  (* 8. September 1826 in Lilienthal; † 20. Oktober 1907 in Hudemühlen) war ein deutscher Diplomat und Politiker. Als Schriftsteller wirkte er unter dem Pseudonym Theophilus.

## Herkunft
Seine Eltern waren Wilhelm von Hodenberg (1786–1861) und dessen Ehefrau Luise von Zesterfleth (1794–1827), eine Tochter des Präsidenten der verdenschen Ritterschaft in Stade Christian Arnold von Zesterfleth (1750–1820). Sein Vater war Dr. iur. et phil., Landschaftsdirektor des Fürstentums Lüneburg sowie Historiker.

## Leben
Hodenberg studierte an den Universitäten Heidelberg, Berlin und Göttingen. 1849 wurde er Staatsbeamter im Königreich Hannover. Ab 1855 wirkte er im diplomatischen Dienst des Königreiches Hannover und wurde 1857 Geschäftsträger bei den Hansestädten in Hamburg, und 1860 Ministerresidenten am Hofe König Wilhelm III. in Den Haag, wo er Carl Alexander Wilhelm von Linsingen (1822–1872) ablöste. 1865 wechselte Hodenberg von Den Haag zurück nach Hannover, wo er das Amt des Kultusministers übernahm.
In seiner kurzen Amtszeit bis zur Annexion des Königreiches Hannover am 20. September 1866 durch das Königreich Preußen erfolgte die Einführung einer neuen Synodalverfassung. Hodenberg folgte König Georg V. zunächst ins Exil nach Paris und kehrte dann jedoch auf seinen Besitz auf Hudemühlen (bei Hodenhagen) zurück, von wo aus er schriftstellerisch tätig wurde. Bereits während seiner Amtszeit in den Niederlanden stand er in Verbindung mit der Erweckungsbewegung und thematisierte in seinen Schriften die Erneuerung der Kirchen. Dabei nahm er den Standpunkt des konfessionellen Luthertums ein und wusste sich insbesondere dem Marburger Theologieprofessor August Vilmar verbunden.
Politisch engagierte er sich stark in der Deutsch-Hannoverschen Partei und war einer Gründer der von der DHP herausgegebenen „Deutschen Volkszeitung“.

## Familie
Er heiratete in Den Haag am 5. Februar 1862 die Gräfin Cécile Alexandrine van Rechteren (* 18. Oktober 1836; † 22. Juni 1864), eine Tochter des Grafen Jan Derk  van Rechteren und der Baroness Civile Susanne van Hardenbroeck. Das Paar hatte einen Sohn:
- Hermann (* 27. Januar 1862; † 24. Februar 1946), Rittergutsbesitzer und Mitglied des Deutschen Reichstags

Nach dem frühen Tod seiner ersten Frau heiratete er am 27. August 1868 in Dresden Therese von Arnswaldt (* 1. Juli 1836; † 10. Mai 1873), eine Tochter des Schriftstellers August von Arnswaldt. Das Paar hatte zwei Söhne:
- Georg Marquard (* 18. April 1870)
- Werner-Thomas Friedrich Hans Achaz (* 21. Dezember 1871)

## Schriften (Auswahl)
- Luthers Philosophie, Bd. 1: Die Logik. Verlag Carl Meyer, Hannover 1870[4]
- Rocholls „Geschichte der evangelischen Kirche in Deutschland“. Wolff & Hohorst, Hannover 1897.
- Erlanger Theologie. Frank und Seeberg. Wolff & Hohorst, Hannover 1899.
- Luthers Materialprinzip zur Beleuchtung der für die nächste lutherische Konferenz gestellte Frage „Ist die heilige Schrift einzige Quelle oder nur einzige Norm des Glaubens?“: Hannover 1893.
- Umtriebe der Welfen. Jacob, Hannover 1887 (Sonderdruck der Deutschen Volkszeitung).
- Wer ist der Irrlehrer? Pastor Harms in Hermannsburg oder sein Superintendent? Antwort auf die im Hannoverschen Sonntagsblatte mitgetheilte Predigt des Superintendenten Münchmeyer in Bayern. 5. Aufl. Hannover 1878.
- „Das Gastmahl des Socrates“. Ein Gemälde von Feuerbach als Spiegelbild für die Theologie der Rhetorik in der kirchlichen Bewegung unserer Zeit (Der Kunstbrief; Bd. 16). Mann Verlag, Berlin 1946 (Nachdr. d. Ausg. Edgar Bauer, Altona 1873).
- Voltaire und Friedrich II., Du Bois Raymond und Droysen. Kein Widerspruch sondern Fortschritt. Bauer, Altona 1871.